# Hidetsugu Aneha
Hidetsugu Aneha (姉歯 秀次, né le 10 juin 1957 à Ōsato dans la préfecture de Miyagi) est un architecte japonais qui a reconnu avoir falsifié des données sur les séismes dans le but de diminuer sensiblement la quantité et la taille des pièces en acier dans des gratte-ciel japonais.
À la suite de ses falsifications, 71 immeubles sur les 208 qu'il a conçus sont jugés dangereux.

## Source
- (en) Japan construction scandal widens